# ۵۵۵ (فیلم ۱۹۸۸)
۵۵۵ فیلمی اسلشر در سبک ترسناک است که در سال ۱۹۸۸ منتشر شد.